# Chrysaloysia somalica
Chrysaloysia somalica is een insect uit de familie van de gaasvliegen (Chrysopidae), die tot de orde netvleugeligen (Neuroptera) behoort. 
Chrysaloysia somalica is voor het eerst wetenschappelijk beschreven door Navás in 1927.